# Spøttrup Borg
Spøttrup Borg is het best bewaard gebleven kasteel van Denemarken en bevindt zich in het noordwesten van de gemeente Skive, in de parochie Rødding.

## Geschiedenis
In 1404 schonk Johan Skarpenberg de grond waarop later het kasteel werd gebouwd aan de bisschop van Viborg. Rond het jaar 1500 werd aan het met de Limfjord verbonden Spøttrupmeer begonnen met de bouw van het bakstenen kasteel. In eerste instantie werden twee parallelle langhuizen in oost-westrichting gebouwd, verbonden door een korte oostelijke vleugel. In het westen werd een muur met vooruitspringende middentoren met poort gebouwd. De hoogste verdieping bevatte oorspronkelijk ramen, maar deze werden al vlug veranderd in schietgaten naar alle richtingen. Van hieruit konden aanvallers buiten de omwalling worden beschoten. In 1534 werd het kasteel tijdens een aanval brand gestoken, maar kon men het toch niet veroveren.
Na de reformatie kwam het kasteel in 1536 in het bezit van de kroon. Frederik II van Denemarken schonk het in 1579 aan de edelman Henrik Below. Deze verbouwde de zuidvleugel tot woning en vergrootte de vensters. De hoogste verdieping, waar de schietgaten zich bevonden, kwam te vervallen. Op de binnenplaats werden twee trappenhuis-torens gebouwd.
Begin 18e eeuw werd het kasteel verkocht aan Axel Rosenkrantz af Glimminge en zijn vrouw Karen Pedersdatter Reedtz, van een oud adellijk geslacht uit Denemarken. Hun zoon Mogens Rosenkrantz af Glimminge liet nog wat kleine veranderingen aan het gebouw uitvoeren. Rond 1935 werd het kasteel door de Deense staat aangekocht en gerestaureerd. De restauratie duurde tot 1941.

## Verdedigingswerken
Het kasteel wordt beschermd met een dubbele omgrachting, met daartussen een aarden omwalling. De enige toegangsweg loopt via een smalle weg uit het zuiden langs het Spøttrupmeer over de ophangbrug naar het westelijke poortgebouw in de aarden wal. Achter dit poortgebouw loopt de weg over de binnengracht, ook weer met ophaalbrug, naar het poortgebouw van het kasteel. Op de aarden wal staat een houten verdedigingswal met extra dikke versterkingen op de vier hoeken.

## Museum
Het kasteel is nu in gebruik als museum. Er worden regelmatig markten, dans- en toneelvoorstellingen gehouden. Buiten de grachten ligt de museumwinkel, restaurant "Borgen" en een rozen- en kruidentuin.

## Foto's

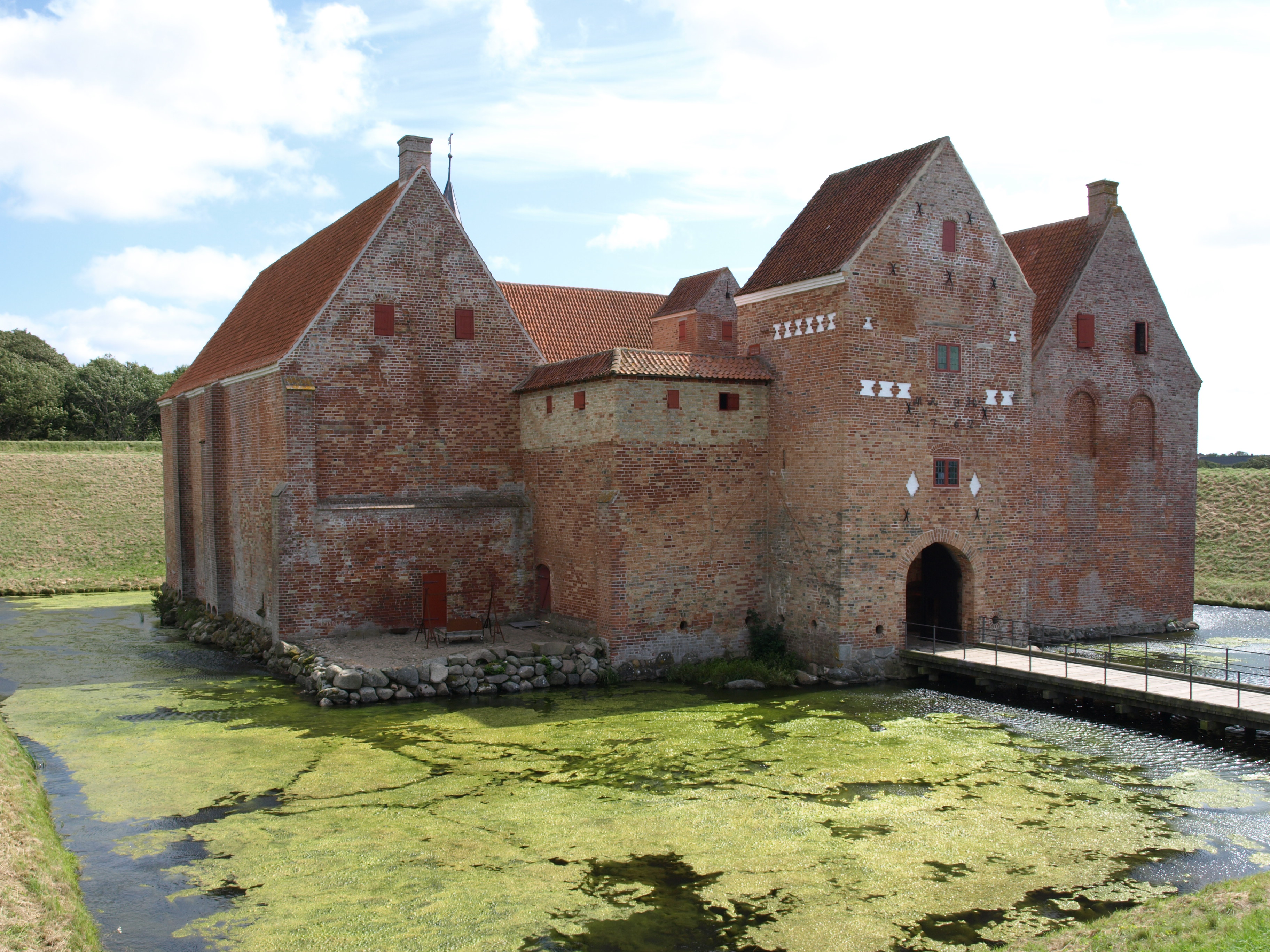
Voorzijde
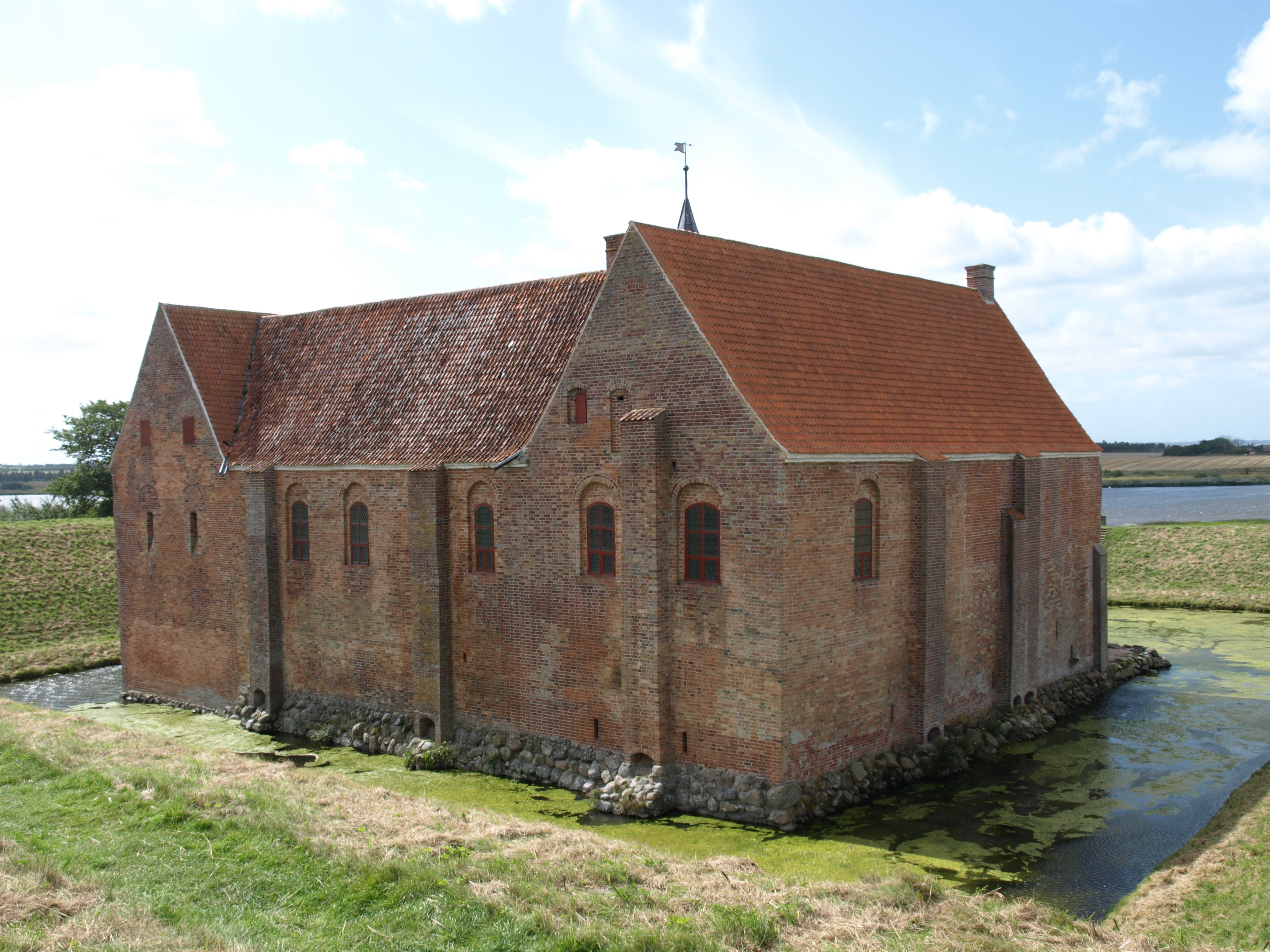
Achterzijde
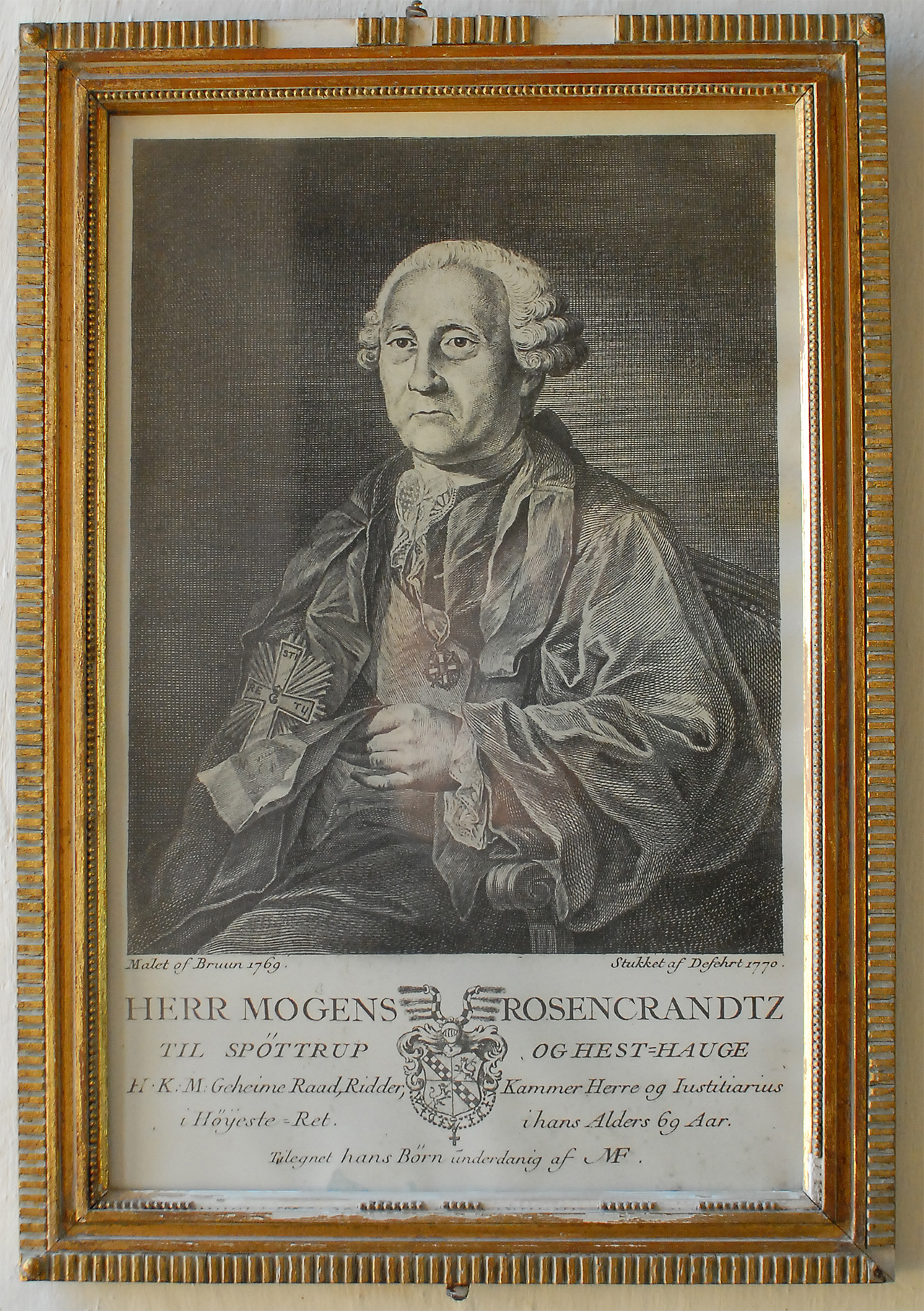
Mogens Rosenkrantz (1700-1778)